# Протактиль
Протактиль (англ. Protactile) — язык, которым пользуются слепоглухие люди, используя тактильные каналы. В отличие от других языков жестов, которые в значительной степени зависят от визуальной информации, протактиль ориентирован на прикосновение и практикуется на теле. Протактильная коммуникация возникла в результате общения слепоглухих людей в Сиэтле в 2007 году и включает в себя знаки американского языка жестов. Протактиль — это новая система коммуникации в Соединённых Штатах, в которой пользователи полагаются на общие принципы, такие как контактное пространство, тактильные образы и взаимность.

## История
В 2007 году группа из трёх слепоглухих женщин, работающих в Центре обслуживания глухих и слепых в Сиэтле, Ах Гранда, Джелика Нуччио и Джеки Энглер, общались друг с другом, используя американский язык жестов (ASL) с помощью переводчиков. Использование ASL требовало, чтобы группа либо использовала переводчиков для одновременного общения, либо ограничивала свой разговор только двумя людьми, общающимися одновременно (используя жесты из рук в руки). Все трое работали вместе, чтобы разработать способы прямого общения друг с другом, используя своё осязание в качестве основного источника информации. Они начали приглашать других слепоглухих людей в свои беседы и взаимодействовать, используя эти новые методы общения.
Описывая происхождение протактиля, Гранда и Нуччио пишут:

Это произошло органично. Мы не «изобретали» [протактиль]. Что мы сделали, так это использовали наши должности в Центре обслуживания глухих и слепых, чтобы организовать программы и мероприятия, которые позволили бы слепоглухим людям чаще выступать в качестве преподавателей. А потом, когда практика начала реально меняться, мы создали вокруг неё политику. Мы отмечали вещи и пытались задокументировать происходящее.
Оригинальный текст (англ.)It happened organically. We didn't "invent" [protactile]. What we did was use our positions at the DeafBlind Service Center to set up programs and events that would put DeafBlind people in a teaching role more often. And then when practices started really changing, we created a politics around it. We labeled things, and tried to document what was happening.

## Описание
Протактиль появился в сообществах людей, которые родились глухими, выучили ASL в детстве, а затем постепенно потеряли зрение в течение десятилетий, как это часто бывает при синдроме Ушера. Лидеры и педагоги Гранда и Нуччио описывают «протактильное движение» как расширение возможностей сообщества слепоглухих с чувством общности, с языком в предпочитаемой слепоглухими модальности, обеспечивающим средство от изоляции, вызванной слышащей и зрячей культурой. Они описывают протактильную философию как поддержку культуры, отношений и политики слепоглухих. Протактиль описывается Helen Keller Services for the Blind как «гораздо больше, чем система сенсорных сигналов», а как «философия и движение, направленное на автономию и равенство слепоглухих людей».
При протактильном общении происходит прикосновение и движение, сосредоточенное в основном на кистях, запястьях, локтях, руках, верхней части спины, а в сидячем положении — на коленях и верхней части бедра. При формальном обучении протактильности, сидя лицом к собеседнику, «слушающая рука» вытягивает большой, указательный палец и мизинец и опирается на бедро другого участника. Например, несколько быстрых постукиваний по бедру всеми четырьмя пальцами будут означать «да», тогда как быстрое движение пальцев вперед и назад будет означать «нет».
Тактильные карты используются в протактиле, сообщая слепоглухим людям пространственную информацию об окружающей среде. Карта может быть нарисована на ладони, руке или спине получателя, чтобы описать окрестности или дать указания.
Вместо «воздушного пространства», используемого в языках визуальных жестов, то есть пространства вокруг тела пишущего, протактиль основан на «контактном пространстве». В то время как ASL и другие языки жестов полагаются на форму руки как на один из основных компонентов, отличающих жест от других знаков, в протактильном языке форма руки менее важна, чем получаемое ощущение (например, серия постукивающих жестов с использованием разных форм рук будет просто воспринята как постукивание, форма рук неразличима).

### Взаимность
Существенное нововведение в протактиле включает в себя концепцию взаимности. Партнёрам по общению рекомендуется использовать один и тот же метод общения (в отличие от использования жестового или разговорного языка вместе с протактильным), чтобы гарантировать, что зрение не будет чрезмерно привилегированным. Обмен опытом является основным принципом протактильности, а тактильные образы вызывают ощущения в рассказывании историй так же, как выражения лица в разговоре между зрячими людьми.
Выполняя ту же функцию, что и язык тела или словесные подтверждения (например, «мм-хм» или «да»), тактильный обратный канал обеспечивает более плавное общение в протактильных разговорах. Постукивание по руке или ноге партнёра во время пауз или в качестве подтверждения понимания служит непрерывным циклом обратной связи по обратному каналу. Согласие, несогласие, смех и другие ответы сигнализируются с помощью ручных сигналов. Эти сигналы не стандартизированы, а разрабатываются в соответствии с потребностями человека и конкретной ситуации.

## Образование и влияние
Национальный учебно-ресурсный центр глухих и слепых по переводу был открыт в 2017 году как ресурс для слепоглухих. Сотрудники Центра занимаются обучением протактильных переводчиков; как пишет слепоглухой писатель Джон Ли Кларк, «вместо того, чтобы предоставлять «точную и объективную информацию» таким образом, который безуспешно пытается создать копию того, как они воспринимают мир, переводчики протактиля должны быть нашими информаторами, нашими партнёрами, нашими сообщниками».
Грант Национального научного фонда привёл к созданию гибридной среды обучения для маленьких слепоглухих детей. Сайт deafblindkids.org предоставляет родителям и опекунам информацию о протактильных концепциях, таких как тактильное исследование, обратный канал и соприсутствие.
Протактильная коммуникация способствует включению и автономии, предоставляя слепоглухим людям больше информации об их окружении. Более надёжная коммуникация приводит к меньшему количеству недопонимания и большему ощущению вовлечённости и связи.